# Maurice Larrouy
Maurice Larrouy (n. 4 decembrie 1872, Toulouse, Franța – d. secolul al XX-lea) a fost un trăgător de tir ce a reprezentat Franța, medaliat olimpic. A participat la o ediție a Jocurilor Olimpice (1900) în care a câștigat o medalie de aur.

## Participări
Lista de mai jos prezintă principalele competiții la care a participat Maurice Larrouy de-a lungul carierei.
- shooting at the 1900 Summer Olympics – men's 20 metre rapid fire pistol[*]